# تناجر أزرق الشارب
تناجر أزرق الشارب (الاسم العلمي: Tangara johannae)، هو نوع من الطيور يتبع فصيلة التناجر ضمن رتبة العصفوريات.